# Guillaume II d'Aquitaine
Guillaume II le Jeune est duc d'Aquitaine, comte d'Auvergne et comte de Lyon de 918 à sa mort en 927.

## Famille
Il est le fils d'Acfred, comte de Carcassonne et de Razès, et d'Adelinde, fille de Bernard Plantevelue, comte de Toulouse.

## Biographie
Après la mort de son oncle Guillaume le Pieux, il lui succède comme duc d'Aquitaine, comte d'Auvergne et comte de Lyon. 
Guillaume le Jeune perd le Berry dès 919 au profit des Robertiens Raoul et Robert ; il conserve le Mâconnais et le Lyonnais. Menacé à l'Ouest, il se tourne vers le comte de Toulouse Raymond et lui laisse la Gothie pour sceller leur alliance.
Après la déposition de Charles le Simple en 923 au profit de Robert, puis de Raoul de Bourgogne, Guillaume et Raymond prennent le parti du Carolingien face aux Robertiens et aux Bourguignons qui font peser une menace directe sur le nord de l'Aquitaine. Une expédition de Raoul jusqu'à la Loire au début de 924 amène Guillaume à lui faire hommage de ses terres en 924 lors de l'entrevue d'Encize,. Reconnaissant de la soumission d'un si puissant vassal, Raoul lui rend le Berry, Bourges et le comté de Mâcon.
Deux ans plus tard Guillaume profite des déboires de Raoul contre les Normands et les Hongrois pour se révolter et réclamer le retour de Charles le Simple. À la tête d'une armée franco-bourguignonne, Raoul, accompagné d'Herbert de Vermandois, marche sur Nevers défendue par le frère du duc d'Aquitaine Acfred ; il se borne à recevoir des otages puis passe la Loire contre Guillaume d'Aquitaine, sans succès. Guillaume meurt à la fin de l'année et son frère Acfred, devenu duc d'Aquitaine, reprend sa révolte jusqu'à sa mort en 927.